# André-Louis Cholesky
André-Louis Cholesky (15 de octubre de 1875 - 31 de agosto de 1918) fue un matemático francés nacido en Montguyon, Francia. Estudió en la École polytechnique y trabajó en geodesia y cartografía además de desarrollar la descomposición matricial que lleva su nombre para ayudarle en su trabajo. Sirvió en el ejército francés como oficial de ingeniería y murió en una batalla a pocos meses del final de la Primera Guerra Mundial, siendo su trabajo publicado póstumamente.